# James Daugherty
Pour les articles homonymes, voir Daugherty.
James Henry Daugherty, né le 1er juin 1889 à Asheville en Caroline du Nord et mort le 21 février 1974 à Boston, Massachusetts, est un peintre moderniste américain, muraliste, auteur de livres pour enfants et illustrateur.

## Biographie
James Daugherty grandit dans l'Indiana, dans l'Ohio, et à l'âge de 9 ans, il déménage à Washington, DC, où il étudie à la Corcoran School of Art. En 1905, il se rend à Londres où il étudie avec Frank Brangwyn, artiste peintre britannique. Pendant la Première Guerre mondiale, il est chargé de produire des affiches de propagande pour diverses agences gouvernementales américaines, dont le United States Shipping Board.
En 1921, il termine quatre immenses peintures murales intitulées « The Spirit of Pageantry - Africa », « The Spirit of Drama - Europe », « The Spirit of Cinema - America » et « The Spirit of Fantasy - Asia » pour le State Theatre (en) qui fait partie du quartier Playhouse Square dans le centre-ville de Cleveland, Ohio.
Dans les années 1930, il travaille pour le Public Works of Art Project (en) et réalise des fresques murales pour des bâtiments publics et des écoles. L'une d'elles sera le sujet d'une controverse en 2006. The Life and Times of General Israel Putnam of Connecticut est une peinture représentant Israël Putnam, un héros américain. Réalisée en 1935 pour la mairie de Greenwich, dans le Connecticut, elle est finalement transférée à Hamilton Avenue School, une école élémentaire en 1940. Exposée en hauteur et noircie avec le temps, elle est peu à peu « oubliée ». Sa restauration en septembre 2006 dévoile une scène remplie d'images violentes et richement colorées, représentant des animaux hargneux, des Indiens d'Amérique brandissant des tomahawk et un général Putnam à moitié nu attaché à un pieu en feu. Les responsables de l'école la jugeant trop violente, demandent son retrait de l'école. Elle est dorénavant exposée à la Greenwich Public Library,,.
Daugherty écrit et illustre plus d'une centaine de livres pour enfants au cours de sa carrière. Son livre Daniel Boone (en) remporte la médaille Newbery en 1940,. Il gagne également deux Caldecott Honor : en 1939 pour Andy and the lion et pour son livre avec Benjamin Elkin, Gillespie and the Guards, en 1957.

### Vie privée
Marié à l'écrivaine Sonia Medvedeva, il réalise pour elle les illustrations de ses livres pour enfants. Ils auront un fils. 

## Œuvres

### Romans
Liste non exhaustive
- (en) Andy and the lion, Viking Press, 1938
- (en) Daniel Boone, Viking Press, 1939
- (en) Poor Richard, Viking Press, 1941
- (en) The Landing of the Pilgrims, Random House, 1950
- (en) The Magna Charta, Random House, 1956

### Œuvres d'art
Art Institute of Chicago
- Send the Eagle’s Answer more ships, lithographie couleur, 1918[13]

Museum of Modern Art, New York
- Simultaneous Contrasts, huile sur toile, 1918[14]

National Gallery of Art, Washington
- The Old Post Office, esquisse, 1910-1919
- Municipal Building, New York, Under Construction, esquisse, 1910-1919
- Brooklyn Bridge, esquisse, vers 1915
- Danbury Fair, esquisse, 1936
- Lincoln's Gettysburg Address, lithographie, 1942-1943
- Pioneer Family, gravure sur bois, vers 1945

Smithsonian American Art Museum, Washington
- Greetings from Weston, gravure sur bois sur papier
- Thanksgiving Greetings, impression en relief sur papier
- Victory, gravure sur bois sur papier
- Christmas and New Year Greetings, gravure sur bois sur papier, 1939
- Happy New Year, gravure sur bois sur papier, 1925
- Untitled (sans titre), huile sur carton, 1952

Whitney Museum of American Art, Manhattan à New York
- Three Base Hit, encre et aquarelle sur papier, 1914
- Étude pour Picnic, dessin, vers 1916
- Picnic, huile sur toile, 1916
- Dos d'un nu (Back of a Nude), dessin, 1916-1917
- Tensions and Rhythms, huile sur lin, 1968-1969

Yale University Art Gallery, New Haven
- Study for Mural Decoration, crayon et aquarelle, 1918-1920
- Mural Decoration, huile sur toile de jute, 1918-1920
- Two Figures in landscape, aquatinte colorée, vers 1925